# Les Hauteurs de la ville
Les Hauteurs de la ville est un roman d'Emmanuel Roblès publié en 1948 aux éditions Charlot et ayant reçu la même année le prix Femina.

## Résumé
Almaro est un exploiteur doublé d'un traître qui, en Algérie, pendant la Seconde Guerre mondiale, recrute de la main-d'œuvre indigène au profit des Allemands. Comme ses hommes ont vu Smaïl déchirer ses affiches, il le fait arrêter pour le battre et l'humilier. C'est alors que surgit dans le cœur et l'esprit de ce garçon de vingt ans un ressentiment et une exaspération de plus en plus intenses. La rencontre avec un résistant français va  lui faire prendre encore davantage conscience de certaines valeurs humaines partagées dans une révolte commune.

## Portée politique et historique du roman
Le roman Les Hauteurs de la ville s'inscrit dans un contexte historique important : celui de la colonisation de l'Algérie par la France. En effet, le récit se déroule Durant la Seconde Guerre Mondiale à Alger : le pays est donc encore en pleine période coloniale. De plus, s'il est vrai que les années 1930 favorisent le développement des revendications nationalistes et indépendantistes, le contexte de guerre provoque un repli colonial. Les répressions et le contrôle envers les colonisés sont nombreux, comme Emmanuel Roblès le montre dans son roman.
Emmanuel Roblès s'attache à décrire certains aspects de la société coloniale, dont le principal est la violence. Effectivement, la violence envers les colonisés est très importante, et les rapports de force qui s'exercent sont centraux dans le récit. Le roman s'ouvre d'ailleurs sur une scène de torture. Le phénomène de domination qui est à l'œuvre dans une société coloniale est illustrée dans cette œuvre par le tandem formé des personnages Smaïl et Almaro. Le second aspect important de la société coloniale qu'Emmanuel Roblès illustre dans cette œuvre est le racisme. Le personnage Smaïl en est la première victime.
Le roman Les Hauteurs de la ville devient pour Emmanuel Roblès une arme politique dont il se sert pour dénoncer le système colonial et défendre l'indépendance de l'Algérie. En cela, il écrit une œuvre engagée.

## Éditions
- Éditions Charlot, 1948 (BNF 32576679).
- Éditions du Seuil, 1960.
- Le Livre de poche no 2335, 1968.
- Éditions du Seuil, 2012,  (ISBN 978-2-02-108106-0).